# 奈良県道173号下狭川阪原線
奈良県道173号下狭川阪原線（ならけんどう173ごう しもさがわさかはらせん）は、奈良県奈良市を通る一般県道である。

## 概要
奈良市下狭川町から奈良市阪原町に至る。

### 路線データ
- 起点：奈良市下狭川町（奈良県道・京都府道33号奈良笠置線交点）
- 終点：奈良市阪原町（国道369号交点）
- 総延長：3.7 km

## 地理

### 通過する自治体
- 奈良県
  - 奈良市

### 交差する道路
| 交差する道路                     | 交差する場所 | 交差する場所 |
| -------------------------------- | ------------ | ------------ |
| 奈良県道・京都府道33号奈良笠置線 | 下狭川町     | 起点         |
| 国道369号                        | 阪原町       | 終点         |

### 沿線
- 木津川カントリー倶楽部（起点付近）
- 奈良市立興東館柳生中学校（終点付近）